# Rietz (Tirol)
Rietz ist eine Gemeinde mit 2515 Einwohnern (Stand 1. Jänner 2024) und ein Dorf im Bezirk Imst (Gerichtsbezirk Silz) in Tirol (Österreich).

## Geografie
Rietz liegt im Oberinntal, etwa 30 km westlich von Innsbruck, zwischen Telfs und Imst. Das Gemeindegebiet reicht vom Inn bis zum 2884 m hohen Rietzer Grießkogel in den Stubaier Alpen. Bedingt durch die Lage haben die Häuser in Rietz in der Winterzeit (je nach Standort drei Wochen bis zu drei Monaten) keine direkte Sonneneinstrahlung.
Das locker verbaute Haufendorf an der östlichen Grenze des Bezirks Imst liegt auf dem Murkegel des Rietzer Bachs. Nördlich des Inns ist auf dem Gemeindegebiet von Rietz und Mieming ein Naturschutzgebiet ausgewiesen.

### Gemeindegliederung
Rietz besteht aus einer einzigen, gleichnamigen Katastralgemeinde bzw. Ortschaft.
| Katastralgemeinden | Ortschaften in der Gemeinde                                        |
| ------------------ | ------------------------------------------------------------------ |
| Rietz (19,57 km²)  | Rietz (D) Bichl (R) Buchen (R) Dürre (R) Holzleiten (R) Stille (W) |
| Legende            |                                                                    |

| In der Spalte Katastralgemeinden sind sämtliche Katastralgemeinden einer Gemeinde angeführt. In der Klammer ist die jeweilige Fläche in km² angegeben. |
| In der Spalte Ortschaften sind sämtliche von der Statistik Austria erfassten Siedlungen, die auch eine eigene Ortschaftskennziffer aufweisen, angeführt. In der Hierarchieebene derselben Spalte, rechts eingerückt, werden nur Ansiedlungen, die mindestens aus mehreren Häusern bestehen, dargestellt. Die wichtigsten der verwendeten Abkürzungen sind: - M = Hauptort der Gemeinde - Stt = Stadtteil - R = Rotte - W = Weiler - D = Dorf - ZH = Zerstreute Häuser - Sdlg = Siedlung - Hgr = Häusergruppe - E = Einzelgehöft (nur wenn sie eine eigene Ortschaftskennziffer haben) Die komplette Liste der Statistik Austria ist in: Topographische Siedlungskennzeichnung nach STAT Zu beachten ist, dass manche Orte unterschiedliche Schreibweisen haben können. So können sich Katastralgemeinden anders schreiben als gleichnamige Ortschaften bzw. Gemeinden. Quelle: Statistik Austria – |

### Nachbargemeinden
| Mieming |                                             | Telfs               |
| Stams   | Kompassrose, die auf Nachbargemeinden zeigt | Pfaffenhofen        |
|         |                                             | Oberhofen im Inntal |

## Geschichte
Die Schreibung wechselte im Laufe der Geschichte zwischen Riets, Rietsch, Riecz, Ryetsch und Rietz. Erstmals urkundlich erwähnt wird Rietz im Jahre 1264. Es liegt entweder ein Riedname vor oder ein Derivat der antiken Wortwurzel *reu- ‚Die Reißende, Wühlende‘, was sich auf den Rietzer Bach bezog.
Eine eigene „Gemain“ bildete Rietz, wie eine Steuerliste besagt, schon im Jahr 1325. Bis zum Jahr 1282 gehörte Rietz zur Grafschaft Hörtenberg, anschließend zum Gericht Petersberg bei Silz.
Die Pfarrkirche wurde 1334 errichtet. Die Urform ist noch heute ersichtlich, obwohl der Bau im 16. Jahrhundert erweitert wurde.

### Bevölkerungsentwicklung
In letzter Zeit hat die Gemeinde einen starken Zuzug erfahren.
EinwohnerJahr6009001200150018002100240027001860189019201950198020102040EinwohnerEinwohnerentwicklung von Rietz

## Kultur und Sehenswürdigkeiten

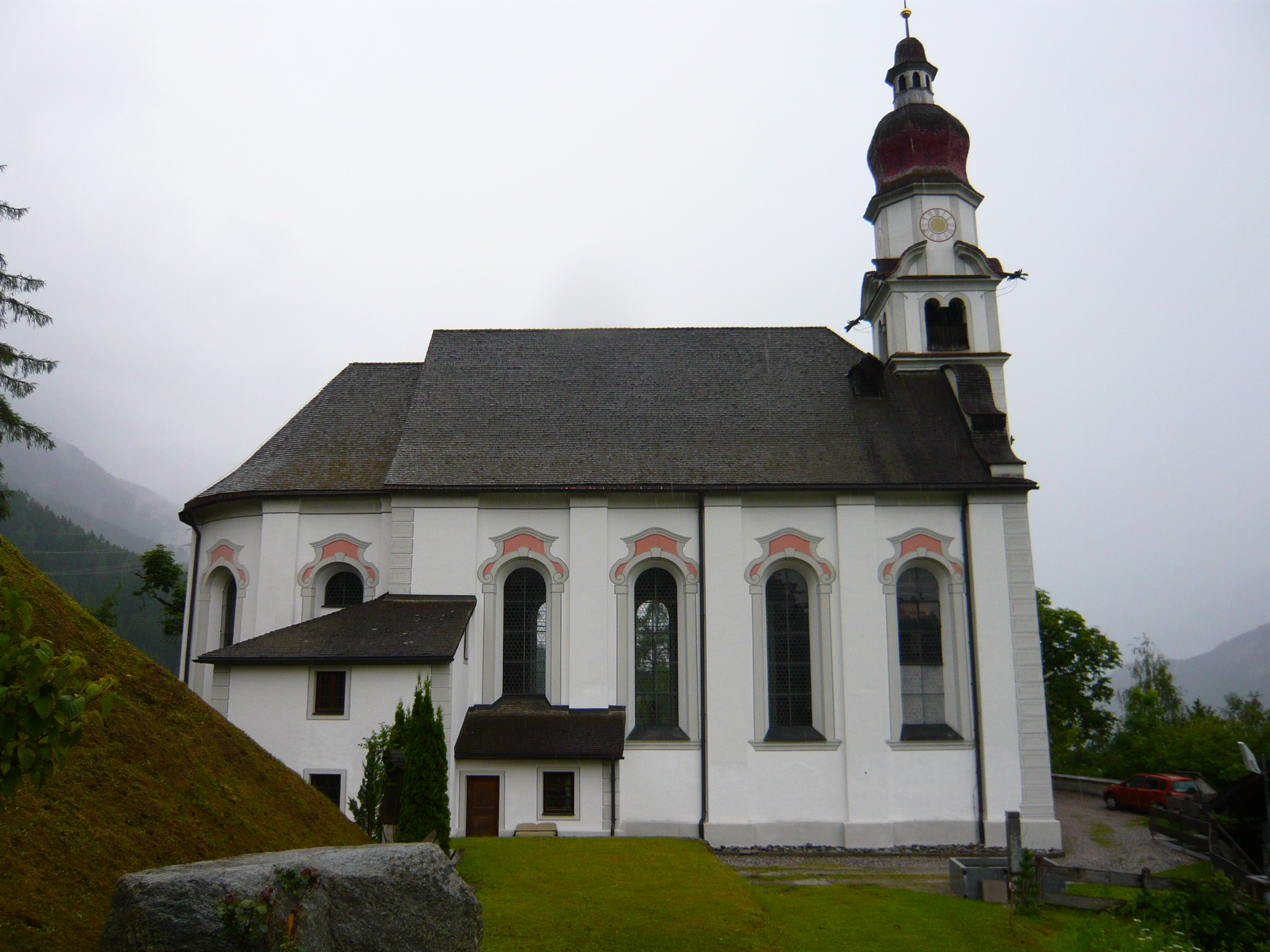
Antoniuskirche

- Katholische Pfarrkirche Rietz hl. Valentin
- Wallfahrtskirche zum hl. Antonius von Padua
- Dorfmuseum mit den Schwerpunkten auf Antonius von Padua und traditionellem Leben in Tirol.[3]

## Wirtschaft und Infrastruktur
Landwirtschaft ist wegen der Bodenbeschaffenheit nur beschränkt möglich, die Gemeinde konzentriert sich daher auf sanften Tourismus sowie auf verschiedene Betriebe, darunter eine Regionalzentrale der Handelskette Hofer KG. Der größere Teil der Bewohner pendelt zu ihren Arbeitsstätten aus.

### Verkehr
- Straße: Rietz ist über die Ausfahrt Telfs-West der Inntalautobahn A 12 sowie über die Arlbergbahn (S-Bahn Tirol) erreichbar.

## Politik

### Gemeinderat
Die Gemeinderat hat insgesamt 15 Mitglieder.
- Mit den Gemeinderats- und Bürgermeisterwahlen in Tirol 2004 hatte der Gemeinderat folgende Verteilung: 7 ÖVP, 3 SPÖ, 4 Rietzer Team, und 1 uLR.[4]
- Mit den Gemeinderats- und Bürgermeisterwahlen in Tirol 2010 hatte der Gemeinderat folgende Verteilung: 7 Bürgermeisterliste ÖVP, 4 Rietzer Team, 3 Liste Stefan Egger, 1 Rietz.komm Unabhängige und Sozialdemokraten.[5]
- Mit den Gemeinderats- und Bürgermeisterwahlen in Tirol 2016 hatte der Gemeinderat folgende Verteilung: 12 Bürgermeisterliste Volkspartei Rietz ÖVP, und 3 Aktiv für Rietz – SPÖ.[6]
- Mit den Gemeinderats- und Bürgermeisterwahlen in Tirol 2022 hat der Gemeinderat folgende Verteilung: 9 Bürgermeisterliste Volkspartei Rietz (BGM-KRUG) und 6 Stefan Mair – Miteinander für Rietz (MAIR)[7]

### Bürgermeister
- 1912–1919 Josef Zauner
- 1919–1922 Josef Mair
- 1922–1928 Josef Schweigl
- 1928–1935 Johann Seiser
- 1935–1938 Leopold Haas
- 1938–1940 Josef Mader
- 1940–1945 Anton Prantl
- 1945 Alois Zauner
- 1945–1947 Leopold Haas
- 1947–1953 Josef Schweigl
- 1953–1969 Johann Seiser
- 1969–1971 Johann Egger
- 1971–1977 Heinz Seiser
- 1977–1983 Josef Seiser
- 1983–1996 Anton Plattner
- seit 1996 Gerhard Krug

### Wappen
Im Jahre 1965 verlieh die Tiroler Landesregierung der Gemeinde ein Gemeindewappen.

Blasonierung:
„Zwei ineinander gekehrte gotische Kirchen in Silber auf grünem Grund und darüber in Frontalansicht eine Barockkirche.“
Das Wappen weist auf die Besonderheit hin, dass in der Gemeinde drei Kirchen (Pfarrkirche, Kreuzkirche, Wallfahrtskirche) stehen.

## Persönlichkeiten

### Söhne und Töchter der Gemeinde
- Ulrich von Rietz († 1345), Abt des Stiftes Stams 1333–1345[9]
- Tobias Brenner (1842–1912), Baumeister
- Johann Piger (1848–1932), Bildhauer
- Heinrich Kluibenschedl (1849–1929), Maler und Restaurator
- Hermann Delago (1875–1962), Alpinist und Autor